# マルクス主義国際関係論
マルクス主義国際関係論（マルクスしゅぎこくさいかんけいろん、Marxist and Neo-Marxist international relations theories or Marxism in IR）は、国際関係論の主要な学派のひとつで、リアリズムやリベラリズムの見方を批判し、国際政治の経済的および物質的側面を重視するアプローチである。史的唯物論（historical materialism）の立場を採用し、経済問題がほかの問題よりも重要であるという前提に立って、分析の焦点を「階級」に据える、そして資本蓄積を追求する統合された資本主義体制として国際システムを捉える。マルクス主義国際関係論は、社会主義および社会民主主義勢力の政治的影響力が低いアメリカ合衆国ではほとんど注目を集めていないが、ラテンアメリカやヨーロッパの一部の国では、政治および社会的な言説として一定の地位を占めている。

## 従属理論
マルクス主義理論と密接に関係している従属理論は、先進国が、多国籍企業などのさまざまな回路を通じて途上国に浸透し、資本主義体制に組み込んで、天然資源を収奪していると論じる。こうして先進国への途上国の従属状態が作られると主張する。

## （ネオ）グラムシ主義
国際関係論および国際政治経済学に批判理論を適用して、国家構成体の特殊な輪郭を形作っている理念・制度・物質能力の結節点を探究するアプローチは、アントニオ・グラムシの著作に多大な影響を受けていることから、グラムシ主義と呼ばれる。
グラムシ主義は、社会勢力・国家・支配的な理念の特定の組み合わせが世界秩序をどのように規定し、持続させるのかを分析する。この意味で、グラムシ主義のアプローチは、特定の世界秩序の一部としてリアリズムとリベラリズムの理論的基盤そのものを歴史化することによって、そして主体と構造の関係性を見出すことによって、2つの理論潮流の抱えていた袋小路を突き破ることに成功した。さらに、カール・ポラニー、カール・マルクス、ニッコロ・マキャベリ、マックス・ホルクハイマー、テオドール・アドルノ、ミシェル・フーコーらを、国際関係の批判理論における主要な源泉として引用する。

### 起源
グラムシ主義の視座が提示されたのは、ヨーク大学名誉教授ロバート・コックスの論文「社会勢力、国家、世界秩序―国際関係論を超えて」『ミレニアム』10巻2号（1981年）と、「グラムシ、ヘゲモニー、国際関係―方法についての論考」『ミレニアム』12巻2号（1983年）である。1981年の論文で、コックスは、歴史構造の起源・性格・発展を問わない「問題解決理論」に対して、国際関係論の批判的研究を求めた。
しかし、コックスはグラムシ主義のレッテルを拒否するが、グラムシの思想がグローバルな政治経済における権力構造を分析するためにどのように利用できるかを示した点で理論的貢献を果たした。とくに、現実主義の覇権概念とまったく異なるグラムシのヘゲモニー概念は有益だと思われる。グラムシの国家論、「歴史ブロック」、個別および集団行動の決定的な枠組みとしての物質能力・イデオロギー・制度の支配的な配置、そして歴史ブロックを作り出す「有機的知識人」として行動するエリートといった諸概念もまた有益である。、 
コックスの同僚であるスティーヴン・ギル（ヨーク大学教授）によってグラムシ主義はいくぶん異なった発展経路を辿っている。ギルは、三極委員会が「有機的知識人」として行動し、新自由主義と、いわゆるワシントン・コンセンサスという支配的イデオロギーをいかにして作り出したのかを明らかにすることに貢献した。北米大陸以外では、キース・ファン・ピールやヘンク・オバービークらのアムステルダム学派や、デュッセルドルフやマーブルクのドイツ人研究者、そしてサセックス大学グローバル政治経済センターがグラムシ主義の研究方法を採っている。

### 理論的アプローチ
国際政治経済学の主流派において国家の存在論的中心性は不問であるが、グラムシ主義は、トランスナショナルな史的唯物論とオバービークが名づけたアプローチを使って、「国家構成体と国家間の政治を資本蓄積および階級形成のトランスナショナルな動態の契機とみなす」。主体と客体の分離の拒否、そして動態的全体性としての現実の弁証法的理解の適用によって、主流派の視座である実証主義や構成主義と対照的である"。

### ヘゲモニー
グラムシ主義のヘゲモニー概念は、リアリズムのそれとは区別される。リアリズムは、ヘゲモニーを「国家の優越なパワー」と見る。グラムシ主義は、階級関係によってヘゲモニーを見る。制度などを通じてその支配を正当化しているならば、階級はヘゲモニーと考えられる。階級がこうして支配を確立したとき、その階級は「歴史ブロック」を構成する。 グローバリゼーションのため、新自由主義的な「トランスナショナル歴史ブロック」が存在している、もしくは登場しつつあるとグラムシ主義は論じる。

### 対抗ヘゲモニー
対抗ヘゲモニーは、社会・経済・政治制度の機能についての代替的な規範解釈である。対抗ヘゲモニーが十分に成長したならば、既存の「歴史ブロック」を包含し、それに取って代わる。グラムシ主義は、マキャベリの用語である「陣地戦」と「機動戦」を用いて、これがいかにして可能であるかを説明する。陣地戦では、対抗ヘゲモニー運動は、説得あるいは宣伝を通じて、支配的秩序に関する見方を共有する人々の数を増やそうと試みる。機動戦では、暴力的もしくは民主的に、既存のヘゲモニーを放逐するほど成長した対抗ヘゲモニーは、自らを新しい「歴史ブロック」として確立する。

### 批判
グラムシ主義の分析は多くの点で批判されてきた。グラムシ主義がほかのマルクス主義と同じく現在のヘゲモニー秩序である資本主義の失敗を強調しすぎる傾向があるといわれる。

## ネオマルクス主義
ネオマルクス主義（Neo-Marxist" or New Marxist approaches）は、カール・マルクスの著作に戻って理論的知見を探求するアプローチである。ソ連・東欧圏の共産主義諸国の解体以後に生じているマルクス主義のルネサンスから影響を受けている。

## 批判的安全保障論(Critical Security Studies)
グラムシ主義および批判理論の視座から安全保障概念を考察するアプローチである。ウェールズのアベルストビス大学が主要な研究拠点となっていることから「ウェールズ学派」とも言われる。

## 研究者
従属理論
- サミール・アミン
- アンドレ・グンダー・フランク
- フェルナンド・エンリケ・カルドーゾ

世界システム論
- イマニュエル・ウォーラーステイン
- ジョバンニ・アリギ

グラムシ主義
- ロバート・コックス
- スティーヴン・ギル
- ジェームズ・ミッテルマン
- クレイグ・マーフィー
- マーク・ラパート
- サンドラ・ウィットワース

ネオマルクス主義（新史的唯物論）
- フレッド・ハリディ
- ジャスティン・ローゼンバーグ
- ベンノ・テシィケ

批判的安全保障論
- ケン・ブース
- マイケル・ウィリアムズ

その他
- アンドリュー・リンクレイター
- マーティン・ショー